# Władysław Rulikowski
Władysław Rulikowski (ur. 28 marca 1793 w Honiatyczach zm. 27 kwietnia 1869 w Mirczem) – żołnierz napoleoński, dziedzic dóbr Mircze, Kotlice, Honiatycze.

## Życiorys
Urodził się w 28 marca 1793 w Honiatyczach w rodzinie Wincentego i jego żony Eleonory z domu Leszczyńskiej herbu Awdaniec jako najstarszy syn, miał trzech braci: Kajetana (1798-1873), Gabriela (1800-1886) i Jana (1805-1877).
Pierwsze nauki pobierał w Zamościu a następnie uczył się w Szkole Wojskowej. W 1812 służył jako oficer w 16 Kompanii Artylerii. Miał przydział do Malborka jako komendant Artylerii a następnie do Gdańska. Brał udział w obronie Gdańska przed armią pruską i rosyjską w 1813.
W 1814 złożył rezygnację i powrócił do rodzinnego majątku. Dwa lata później udał się w podróż i zwiedził: Wiedeń, Bolonię, Florencję, Rzym, Mediolan, Monachium i Drezno.
W 1818 rozpoczął pracę w Komisji Rządowej Przychodów i Skarbu. Należał do Narodowego Towarzystwa Patriotycznego. Po 1823 powrócił do Honiatycz. Dzięki wstawiennictwu ojca Wincentego został zwolniony z więzienia po aresztowaniach członków Towarzystwa.
Władysław Rulikowski był mocno zaangażowany w życie publiczne. Był Radcą Obywatelskim Województwa Lubelskiego, marszałkiem powiatu tomaszowskiego, posłem na sejm Królestwa Polskiego, sędzią pokoju powiatu hrubieszowskiego. Należał do Towarzystwa Zachęty Sztuk Pięknych.
W czasie powstania listopadowego pełnił funkcję komisarza obwodu hrubieszowskiego, gdyż z powodu stanu zdrowia nie brał udziału w walkach. W Mirczem założył szkołę oraz urządził aptekę dla ludności. W 1861 został wybrany na wójta gminy Mircze. 
Żonaty od 1826 z Emmą Korwin-Szlubowską, miał trzy córki: Marię i Natalię, Emilię i trzech synów: Zdzisława Andrzeja, Wincentego Wawrzyńca i Edwarda Eugeniusza.
Zmarł w Mirczem 27 kwietnia 1869 i pochowany został na tamtejszym cmentarzu.